# Apamea protensa
Apamea protensa là một loài bướm đêm trong họ Noctuidae.